# Wilhelm Hieronymi

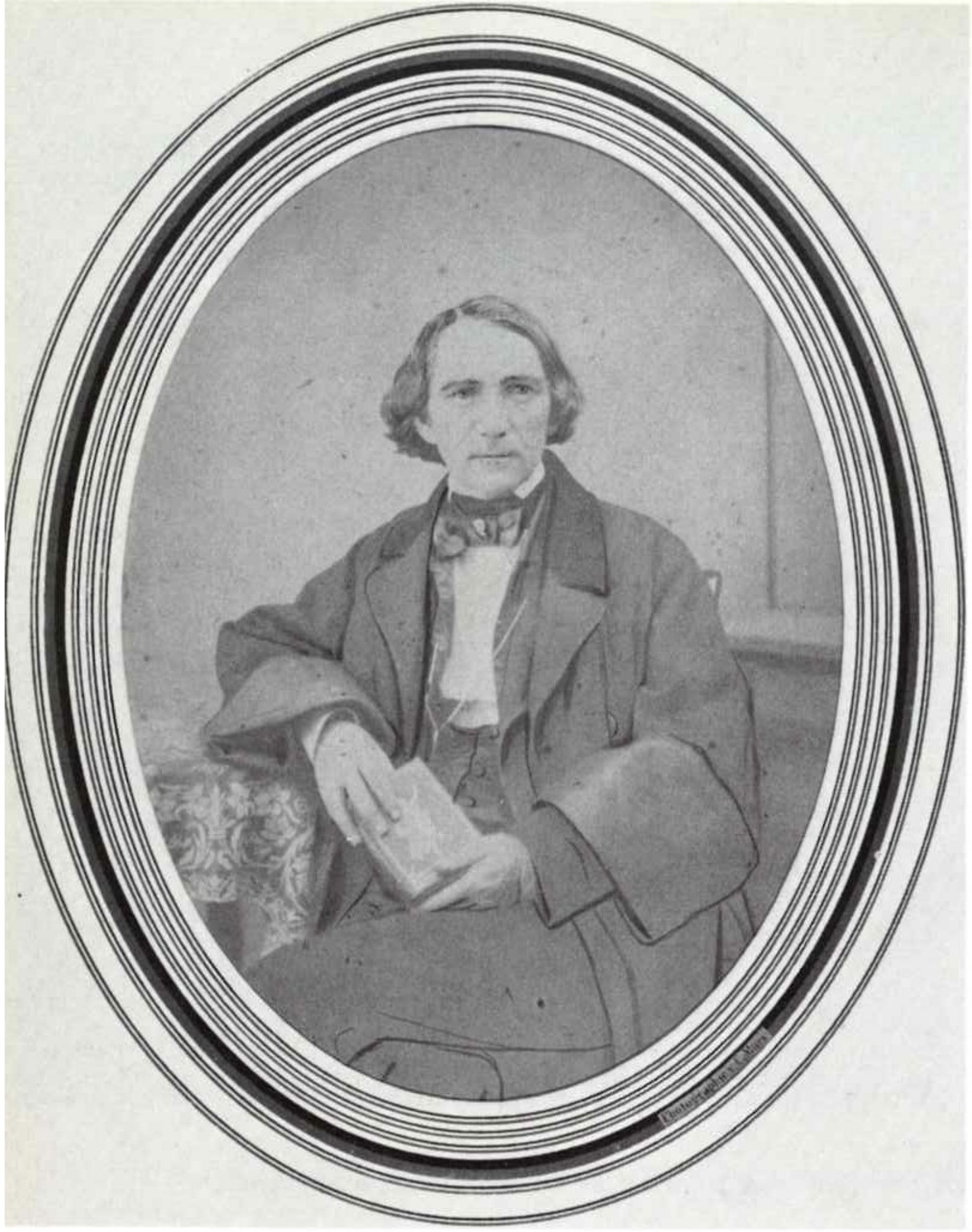
Wilhelm Hieronymi 1809 – 1884 Pfarrer der 1847 gegründeten deutschkatholischen Gemeinde Mainz

Wilhelm Hieronymi (* 2. September 1809 in Holle; † 14. September 1884 in Mainz) war ein deutschkatholischer Theologe und Pfarrer.

## Leben
Wilhelm Hieronymi wuchs in Holle bei Hildesheim als ältester Sohn einer protestantischen Familie auf. Er studierte in Göttingen Theologie, Philosophie und Geschichte. Nach einer Tätigkeit als Hauslehrer und dem Abschluss seines Studiums widmete er sich der Malerei, hielt Vorträge in einem theologischen Verein und predigte auch.
Er wurde auf Johannes Ronge und dessen Offenes Sendschreiben an den Bischof Wilhelm Arnoldi anlässlich der Heilig-Rock-Wallfahrt zu Trier 1844 aufmerksam und interessierte sich für die entstehende deutschkatholische Bewegung. 1845 wurde er Mitglied der deutschkatholischen Gemeinde Magdeburg, besuchte im gleichen Jahr das erste deutschkatholische Konzil in Leipzig und sympathisierte mit der rationalistischen Richtung des Deutschkatholizismus. Nach seiner Ordination als deutschkatholischer Pfarrer wurde er 1845 von der deutschkatholischen Gemeinde Darmstadt zum Prediger gewählt. Dort lernte er den Dichter, Schriftsteller und Gründer der Gemeinde Eduard Duller kennen. 1851 wechselte er in die deutschkatholische Gemeinde Mainz – später Freireligiöse Gemeinde Mainz, nachdem die Behörden Duller, der seit 1847 in Mainz lebte, „jenes fernere Auftreten als Pfarrer“ verboten hatten. Gleichzeitig predigte er in Darmstadt.

## Werk
Noch fast 30 Jahre, bis zu seinem Lebensende, wirkte Hieronymi in beiden Gemeinden und veröffentlichte zahlreiche religiöse und politische Artikel in Tageszeitungen und in dem in Wiesbaden erscheinenden Deutschkatholischen Sonntagsblatt, zu dessen ständigen Mitarbeitern er gehörte. Insbesondere nahm er gegen den Ultramontanismus Stellung, z. B. in seiner Broschüre Herr Reinike Fuchs in Mainz im Jahre 1863, in der er gegen das „clericale Treiben“ der Mainzer Katholiken polemisierte.
Er schrieb an gegen die neue Religion der Gleichgültigkeit, gegen die alte Religion der Autorität und des Gehorsams, gegen Offenbarung, gegen geistige Starre und Unbeweglichkeit sowie gegen Pfaffentum, Hölle, Teufel und Erlösungsglauben. Als Vertreter einer diesseitigen Religiosität plädierte er für eine Religion der Tat: und zwar hier und jetzt, in diesem einen Leben.
In seiner Predigtsammlung Religion der Erkenntnis (1874) lieferte er ein Bild der Freien Religion und der Freireligiösen Bewegung: er stellte dem alten Offenbarungsglauben und dem neuen Materialismus ein freireligiöses Verständnis von Religion gegenüber und hielt bewusst an diesem Begriff fest. Religion hatte für ihn nichts mit übernatürlicher Gottesoffenbarung, heiligen Ritualen, frommen Gebeten oder Glaube an überlieferte Lehren zu tun. Dagegen setzte er die Erkenntnis als Chiffre einer Religion, in der Erlösung nicht vom Himmel herab kommt, sondern in den eigenen Kräften des Menschen ruht.
In seinen zahlreichen Veröffentlichungen widmete er sich dem Gottesbegriff, der Verarbeitung des wissenschaftlichen Weltbildes und der Weiterentwicklung des freireligiösen Gedankens.
Wilhelm Hieronymi starb am 14. September 1884 in Mainz und wurde dort im gleichen Grab wie sein Freund Eduard Duller auf dem Hauptfriedhof, in der Nähe des Krematoriums, begraben.

## Schriftenauswahl
- Kein Papstthum! Kein Symbolzwang! Gründe und Veranlassung meines Übertrittes zu der deutsch-katholischen Kirche vor der Gemeinde in Magdeburg, 1845
- Was wollen wir? 1845
- Die Hegelianer als Lichtfreunde oder zwei Dokumente der neuesten marburger Kirchenphilosophie, 1846
- Die Gefahren des Deutschkatholizismus und seine nächste Zukunft, 1847
- Zeugnisse deutschkatholischen Geistes. Predigten. 1847
- Dem Andenken Dr. Eduard Dullers, 1853
- Die Wiederbelebung des Teufels in Darmstadt, 1858
- Sollen die Bischöfe allein in der Kirche sein? Eine Gegenfrage an den Herrn Wilhelm Emanuel v. Ketteler, 1861
- Freiheit oder Autorität, 1862
- Unsere Hoffnung und ihr Grund. Rede, gehalten bei der Einweihung der deutsch-katholischen Kirche in Mainz am 30. Oktober 1864
- Zum Gottesbegriff in einer freien Religion, 1864
- Unterscheidungslehren und Grundgedanken der freireligiösen Gemeinden, 1872
- Von der (Un)Möglichkeit eines freireligiösen Bekenntnisses, 1875
- Die Religion der Erkenntnis, 1874